# 章太炎
章太炎（1869年1月12日—1936年6月14日），原名學乘，字枚叔，一作梅叔。後易名为炳麟。因反清意识浓厚，慕顾绛的为人行事而改名为绛，号太炎。世人常称之为“太炎先生”。早年又號膏蘭室主人、劉子駿私淑弟子等。浙江餘杭人，清末民初思想家、史學家、樸学大师、民族主義革命家、注音符號設計者、中國醫學院首任院长，国粹派代表人物。

## 生平

### 早年经历
章太炎生于1869年1月12日，书香门第，并且家庭富有，有藏书楼，家中还有医學家传。
1880年，十三歲的章太炎到外祖父朱有虔處啟蒙。據他自己回憶，祖父章鉴及外祖朱有虔讓他閱讀《东华录》，了解揚州、嘉定、戴名世、曾靜的事。
1883年，十六歲時，他奉父之命參加童子試，但因病未能赴試，遂放棄功名。隔年他上書李鴻章，自稱其學『一以荀子、太史公、劉子政為權度』，提出政治改革的方案，不過未獲回音，隨後在家自學。
1890年，章遵从父亲章濬遗命入杭州诂经精舍，师从俞樾、谭献等，关注经、子之学，初步确立对“今、古文”界线的认识。

### 反清活动

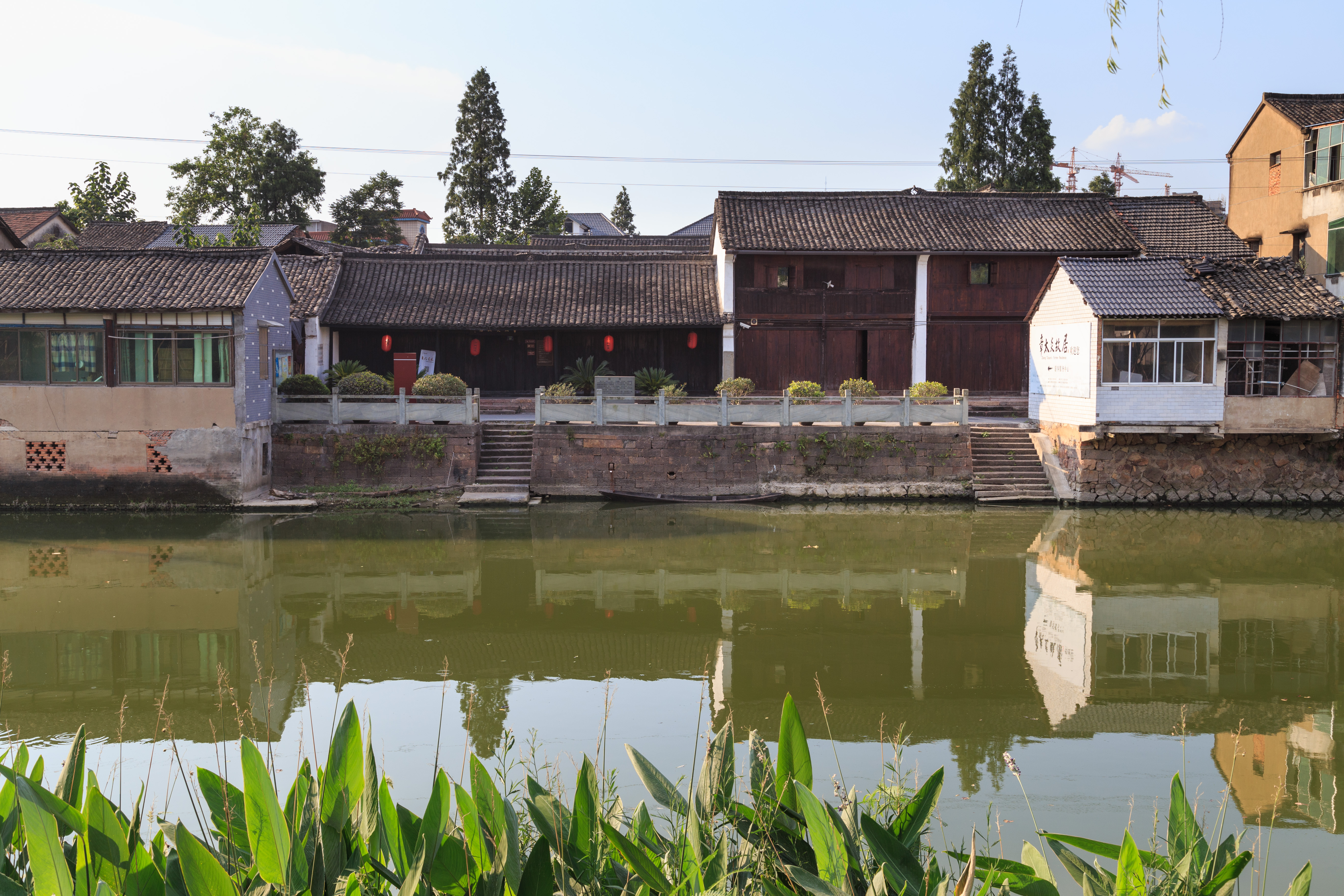
位于杭州余杭塘河的章太炎故居

1894年清日甲午戰爭之後，章太炎曾捐款予維新派強學會，與康南海、梁启超通信。
1896年，梁啟超和夏曾佑派葉浩到杭州請章太炎來上海任《時務報》主筆。他擔任主筆不過四個月便因反對孔教，發生與麥孟華等人「拳毆」之事件。此後回到浙江，與較為穩健改革派王仁俊、宋恕等人相往來。
1898年春，曾應張之洞之邀，赴武漢辦《正學報》，但未出刊便辭謝離去。7月，到上海參與汪康年所辦的《昌言報》。戊戌政變後，章氏仍遭通緝。12月4日，避禍流亡到台灣，居台北萬華剝皮寮，任《台灣日日新報》記者，主編《台灣日日新報》漢文欄，與日本人館森鴻等相往來。次年6月10日由基隆轉赴東京。太炎在台論文計有41篇，詩文評、詩16篇，多數刊在《台灣日日新報》，同情康有為、梁啟超的變法，抨擊慈禧太后為首的清政府，這些論文佔章氏著作份量並不多，卻是研究章氏早期思想相當重要的資料，《正疆論》謂「以支那與日本較，則吾親支那；以日本與滿洲較，則吾寧親日本。」文中並推崇延平王鄭氏，貶抑降清將領洪承疇、李光地，反映章氏雖厠身台灣，反滿的漢族民族意識仍甚為急切。在台亦參加玉山吟社的唱和，與覆審法院院長水尾訓和（詩號晚翠）、報館主筆籾山衣洲「以文字訂交」，來往甚密。中國白話文運動之後，章氏寫給大眾閱覽的文字轉變為通俗的文筆，曾做為張我軍鼓吹台灣新文學運動的理由之一，台灣日治時期新舊文學論戰時，新舊雙方各執章氏文字風格之一端以彰顯己方立論的正確性。
1899年5月，東渡日本，借住於橫濱梁啟超處，在京都、東京活動，並通過梁啟超結識了孫中山。7月，返回上海參與《亞東時報》編務工作，結識唐才常。此時章太炎之排滿觀和古文經立場日益明確，在蘇州出版了其著作《訄書》，由梁啓超題簽。他認為當時所有的時弊都是滿洲統治造成的，故立憲革命並不能解決問題；故對宋恕說：“當前不可苟效立憲政以迎之，莫若理其本，當除胡虜而自植”。
1900年義和團事件發生後，趨新之士大夫嚴復、汪康年、唐才常等在上海張園組織「中國議會」以挽救時局，並策劃自立軍起義，章太炎應邀參加。在會上，章太炎反對光緒帝復辟，主張驅逐滿、蒙代表，並割辮明志。但章氏仍與康、梁等人保留着聯絡。

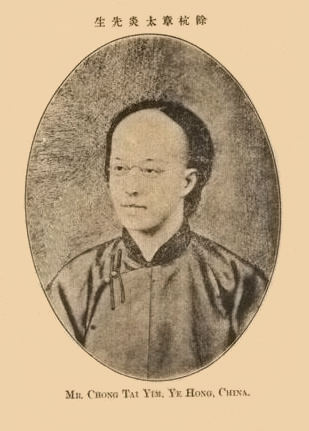
1906年出版《訄書重訂本》卷首之章太炎像

1901年，至蘇州東吳大學任教，宣揚民族民主革命，引起江蘇巡撫恩銘注意。

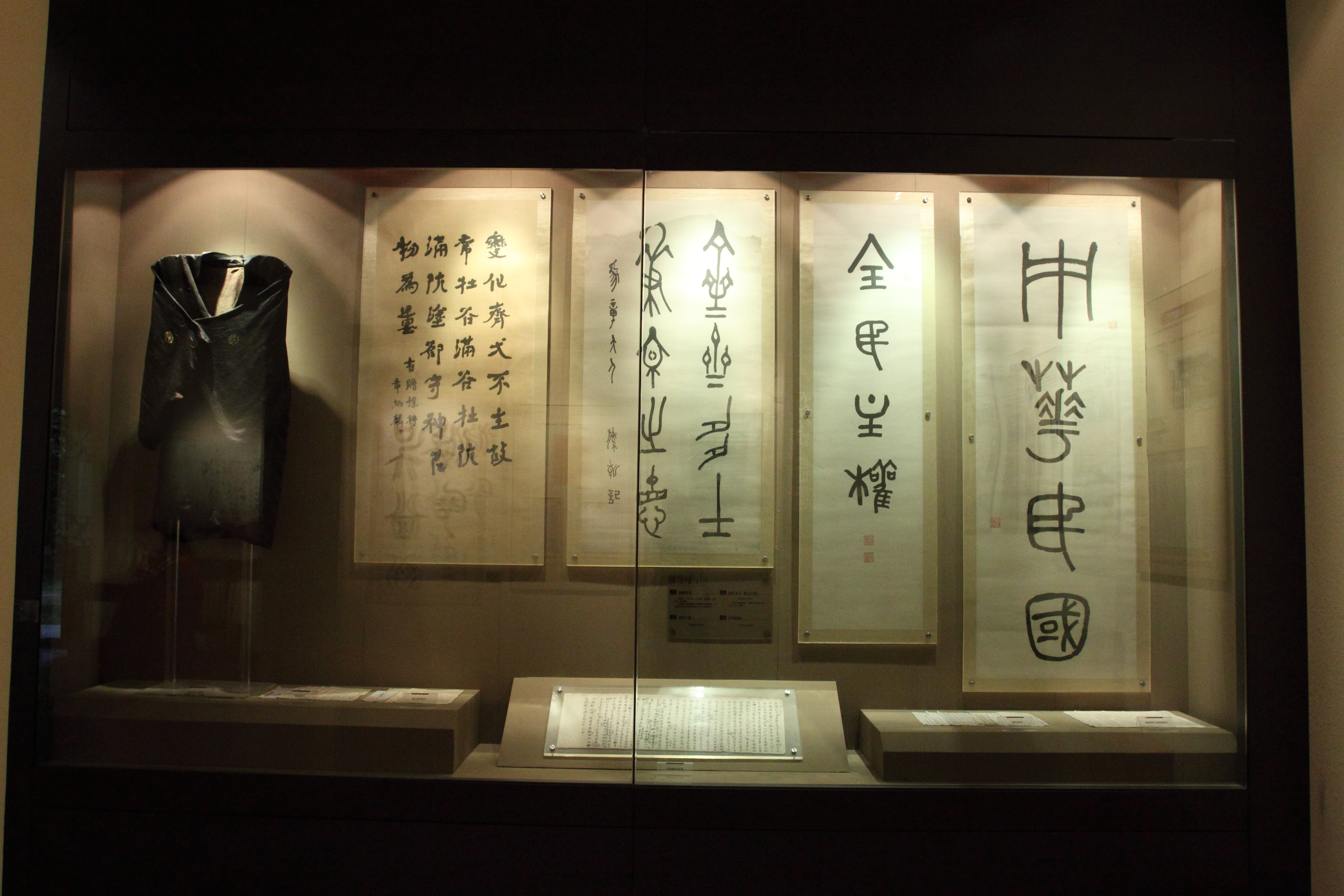
章太炎手迹及在日本所參照和服所做的漢服

1902年，二月章太炎再次逃亡日本，寓梁启超《新民丛报》馆，并与孙中山结交，极力调解孫文与康有為二派的关系。三月計劃在東京舉辦「支那亡国二百四十二周年纪念会」。「支那亡國」意指南明永曆帝政權的滅亡，預定的舉辦日期為崇祯帝殉國之日，但是紀念會在清廷向日本政府施壓下被禁止。这时他通过日本的中介，接触到西方哲学、社会学、文字学等领域的学术著作。当年夏回上海后，重新改定《訄书》，并有撰写《中国通史》的计划，与梁启超同为现代中国“新史学”的奠定者。此期间，参加上海爱国学社，且常于《苏报》发表文章。
1903年，发表《駁康有為論革命書》，指斥清帝，又为邹容《革命軍》作序，刋于6月10日的《苏报》內，遂发生震惊中外之“苏报案”，乃与清廷两曹对质，被上海公共租界當局判刑，入狱三年。在入狱期间，章太炎亦笔耕不辍，常为香港《中国日报》撰寫論文，又著《癸卯狱中自记》，内文有“上天以国粹付余”，是“国粹”一词在中国出现之始。
1906年，章太炎出狱，由同盟會迎往日本東京，担任《民报》主笔。由於梁啟超在《新民丛报》主張立憲，反對暴力革命，章太炎在《民报》撰文批駁，与梁啟超论战。此时章太炎主张“以国粹激励种性”，“以宗教发起热情”，其《民报》上的文字，乃是以佛理说革命，主张“革命之道德”。撰有《中华民国解》，为中华民国定“国号”之功。又参与此期兴起的国粹主义运动，自1905年起，在《国粹学报》上发表若干学术文字，并在东京开设国学讲习班，“宏奖光复，不废讲学”。
1907年，因《民報》經費問題與孫文有矛盾。4月，章太炎與張繼等人在東京成立「亞洲和親會」，主張反對帝國主義而自保其邦族。1908年，4月開始，為留學生開設講座。10月，《民報》因宣傳中國革命被查禁。1909年，因《民報》復刊及籌款等事，與孫中山發生衝突，章太炎指復刊之《民報》不合法，並攻擊孫中山。1910年2月，章太炎、陶成章等於東京重組「光復會」，章太炎任會長，陶成章任副會長，與同盟會正式分裂。1911年，章氏繼續在東京講學，當武昌起義消息傳到東京，他即中斷講學回國，11月15日，抵達上海。
此前，1903年章太炎与近代古文经学另一重镇刘师培定交，此后因学术祈向相近而交往日密。后刘师培由其妻何震出面，接受端方的收买，写了自首信——《上端方书》。1908年2月，刘师培返回日本东京，充当端方暗探，并且续办更为激进的《衡报》，鼓吹无政府主义革命。同时组织齐民社，举办世界语讲习所。
1908年5月24日，上海《神州日报》刊载刘师培夫妇伪造的《炳麟启事》，大意为章太炎声称将“不理世事，专研佛学”。6月10日，东京《民报》上刊载章太炎应对的《特别广告》，他愤怒抨击《神州日报》捏造事实，指称刘氏夫妇是清廷密探。后又发生有人欲谋害章太炎的“毒茶案”，经调查，投毒者是刘师培姻弟汪公权。东京留日学生界一片哗然。其间，日本政府应清廷要求，查禁了《民报》等报刊，刘师培夫妇的《天义报》也未能幸免。
刘师培夫妇在东京不能立足，只得返回国内。刘师培因恶气难消，遂写信向黄兴揭露章太炎曾应允满清总督张之洞、端方：“只要给两万元，便可舍弃革命宣传，赴印度出家”之事，此事令章太炎难以辩驳，十分狼狈，此时他又与孙文、汪精卫、黄兴等因《民报》不合，乃由提倡光复转入专心论学，著有《文始》、《新方言》、《国故论衡》、《齐物论释》等。其中《国故论衡》为近代学术史上有数之巨制，开辟了汉语言文字学、经学、文学、及哲学心理学的现代化研究的先河。1909年又编有《教育今语杂志》，撰写若干白话述学著作，以普及学术。

### 辛亥革命后

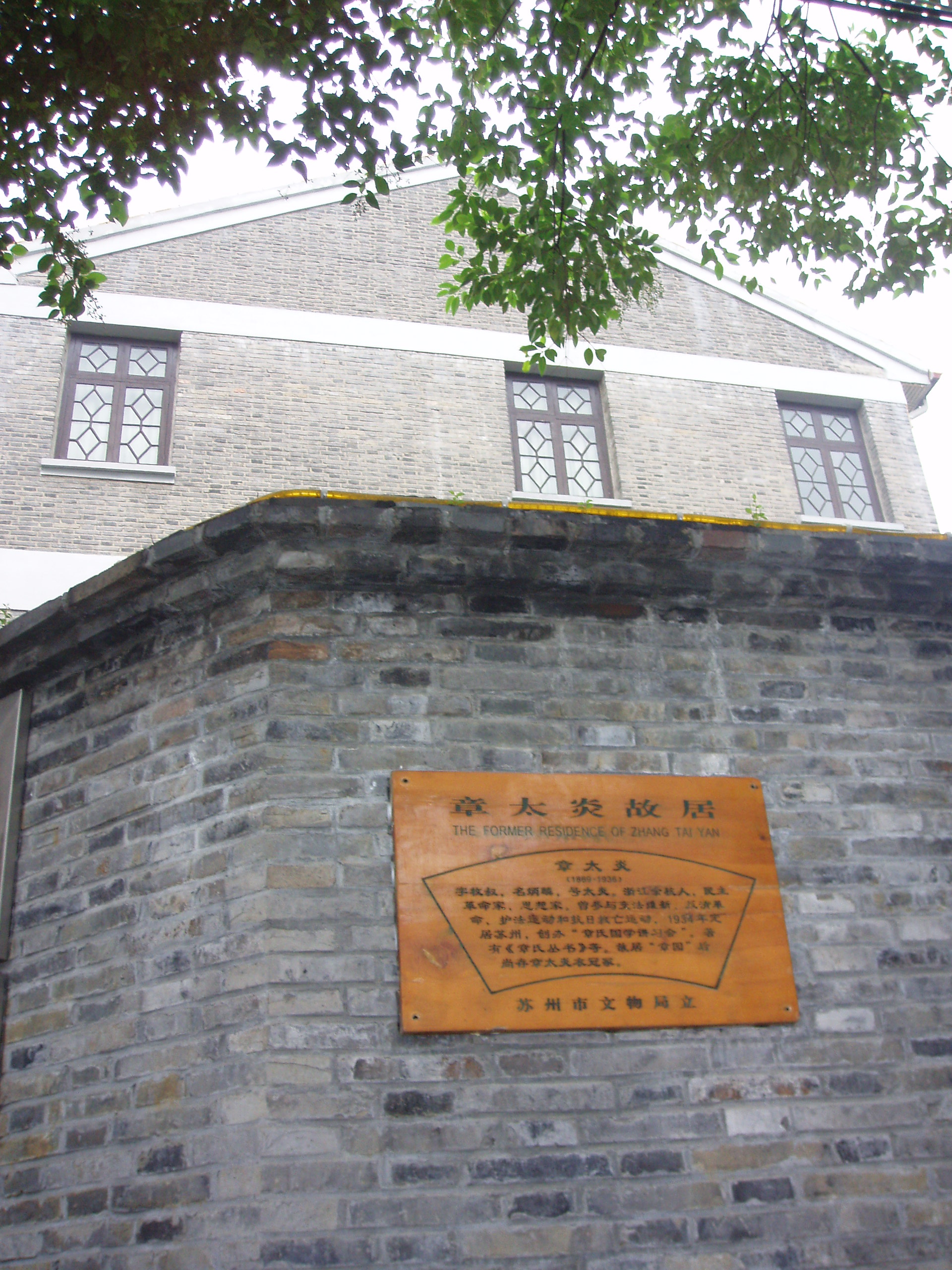
苏州章太炎旧居

1911年10月，辛亥革命爆发。11月15日，章太炎回到中国上海，向黄兴提出“革命军兴，革命党消”的劝告。并在槟榔屿《光华日报》连载发表政论《诛政党》。
1912年2月，孙文聘任章为南京临时政府枢密顾问。
1912年5月，章与張謇、伍廷芳、那彥圖同为新成立共和党理事。11月，袁世凯委任章为东三省筹边使。章出任暫行總理。
1913年4月，从长春返回上海，时值宋教仁被刺后，善后大借款風潮又起，南北变色，5月，章太炎到武昌，試图调停，不久到北京接受袁世凯給他的勛二位。6月15日，与汤国黎结婚。此時，章针对孔教会提议设孔教为国教，发表《驳建立孔教议》，反对定孔教为国教。在袁世凯镇压二次革命之后，章觉察袁世凯包藏祸心，于1913年8月进京，欲与袁世凯说理，袁不见，更被监视居住，終日蜗居于共和党本部內。
1914年1月7日，大闹总统府，后被移押至龙泉寺内居住，说章太炎是精神“瞀乱”。袁世凯每月提供五百大洋作為生活費用，同時親自手書下人八條保護準則，其中包括：「飲食起居用款多少不計」，「毀物罵人，聽其自便，毀後再購，罵則聽之」，諸如此類的條款。被袁世凯囚禁时期，犹为吴承仕等人讲学不辍，后集为《菿汉微言》。此间，再次修订《訄书》，改题《检论》。又集其著作为《章氏丛书》，先后由上海右文社及浙江图书馆出版铅印及木刻本。
1916年5月，章太炎尝试逃离北京，但被追回。袁世凯病死，章太炎終恢复自由，6月杪，重回上海。
1917年2月，中国政府应美国政府要求，抗议德国使用潜艇攻击中立国船只的行为遭到章与谭人凤联名反对。6月初，因北洋系督军宣告独立，要求解散国会，章太炎与孙文发电给陈炯明，聲言：「以保障国会，歼滅叛徒为限，一事未成，必不罢兵旋旆。」7月，二人到广州，发起护法运动，非常国会推举孙文为中华民国军政府海陆军大元帅后，孙即任命章太炎为元帅府秘书长，为孙文作《代拟大元帅就职宣言》。9月26日，章太炎与吳景濂等人到云南力劝唐繼堯接任元帅，后途径四川、湖南、湖北，东下上海。
1919年1月12日，章太炎致函孫中山，反對南北議和。
1920年，拥护联省自治运动。1922年，在上海讲学，曹聚仁根据记录整理为《国学概论》。
1926年4月7日，上海成立反赤救国大联合会，章太炎被推为理事长，反对广州国民政府，更敌视国民革命军北伐，曾电劝孙传芳发兵援救吴佩孚。1927年，南京国民政府成立后，章太炎采取不合作态度，自命“中华民国遗民”，遭国民党上海党部通缉。
1928年，批評蔣介石改換國旗：「今之拔去五色旗，宣言以黨治國者，皆背叛民國之賊也。」

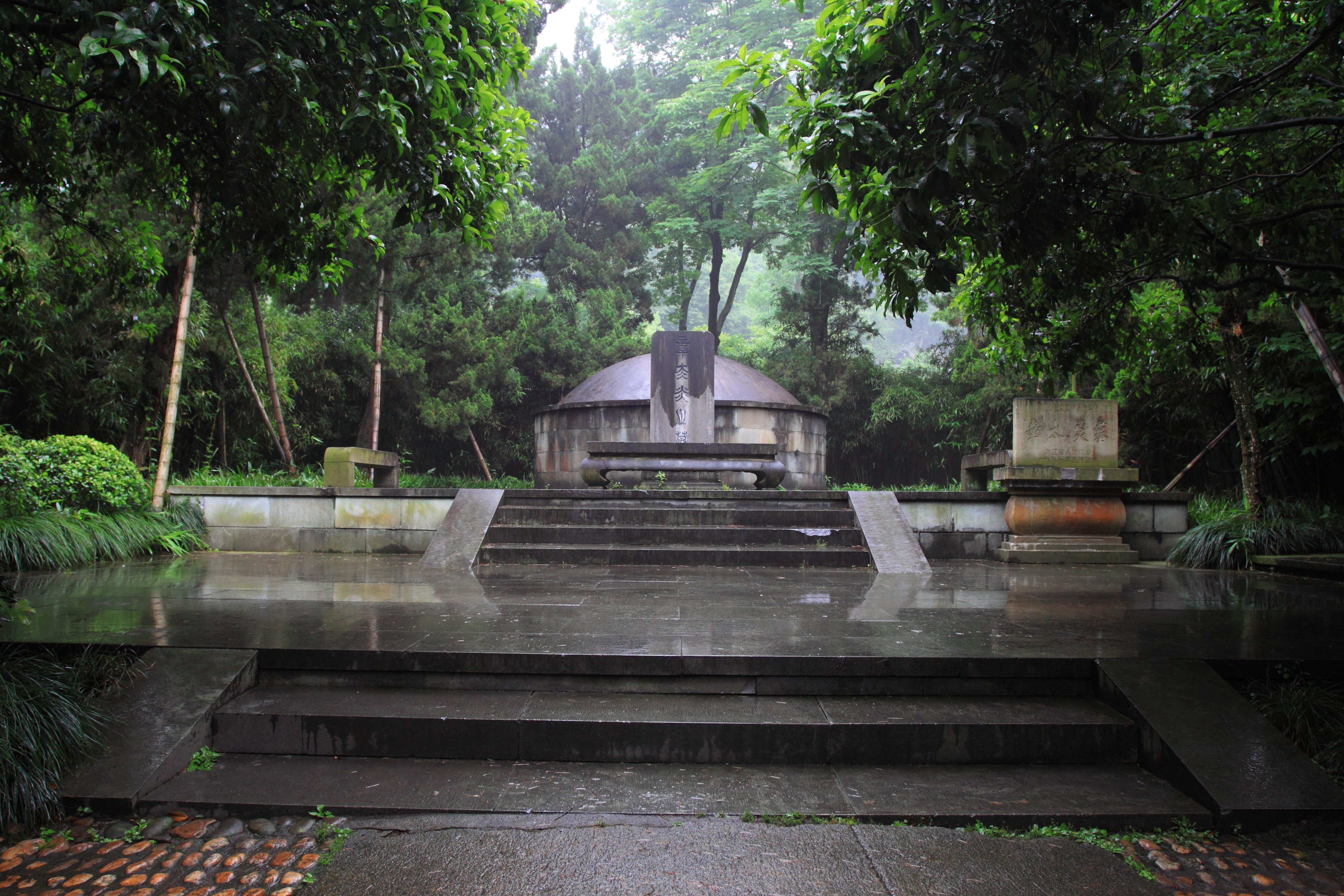
杭州章太炎墓

1930年代后，活动限于上海、苏州一带。晚年主张读经，并据《春秋》“非我族类，其心必异”之义，力主对日强硬。
1935年，在蒋介石资助下，于苏州锦帆路开设章氏国学讲习会，招收最后一批学生，并出版学刊《制言》。章太炎晚年学术由汉学转向宋学及王阳明之心学，而其经学成就亦更注重魏晋经学，上窥两汉经学之不足，撰有《汉学论》。又曾撰《救学弊论》批评现代教育体制，主张回归民间办学和书院教育。
1936年6月14日，因鼻窦癌卒于苏州锦帆路寓所。

## 思想
章氏的思想受到多方影響，因為變化的歷程相當繁複，依其《菿漢微言》中的自述，是以「始則轉俗成真，終則迴真向俗」十二字予以歸結。大抵而言可以1908年著成的《齊物論釋》為界。在此之前，章氏先習樸學、諸子以及西方進化論和社會學，在因蘇報案入獄之後，則改習佛法法相宗，而後思想便以唯識學為尚，認為先秦諸子之學皆不足比擬，固可謂「轉俗成真」。自《齊物論釋》著成之後，章太炎因齊物思想的啟示，不再僅以唯識為唯一標準，轉而認為凡「外能利物，內以遣憂」之學皆有價值，開始對古今中外的學術思想進行重估。即進入「迴真向俗」的境界。
形成章太炎思想的背景主要來自四個淵源：一為受乾嘉考證學的影響，講求客觀實證；二為跟隨晚清諸子學興起的潮流，對荀子、莊子、老子三家思想加以揄揚，尊子貶孔；三為受到嚴復的影響，在其早年的文章中尤其多以進化論作為理論架構；四為佛學，尤其是佛學中的唯識論，是章氏後期思想的支柱，使其思想體系中充滿個人主義、相對主義的色彩。除了這四大淵源外，顧炎武、王夫之的民族思想，章學誠、戴震、孫詒讓、康有為等人的思想也對章太炎具有相當的影響力。

## 轶事

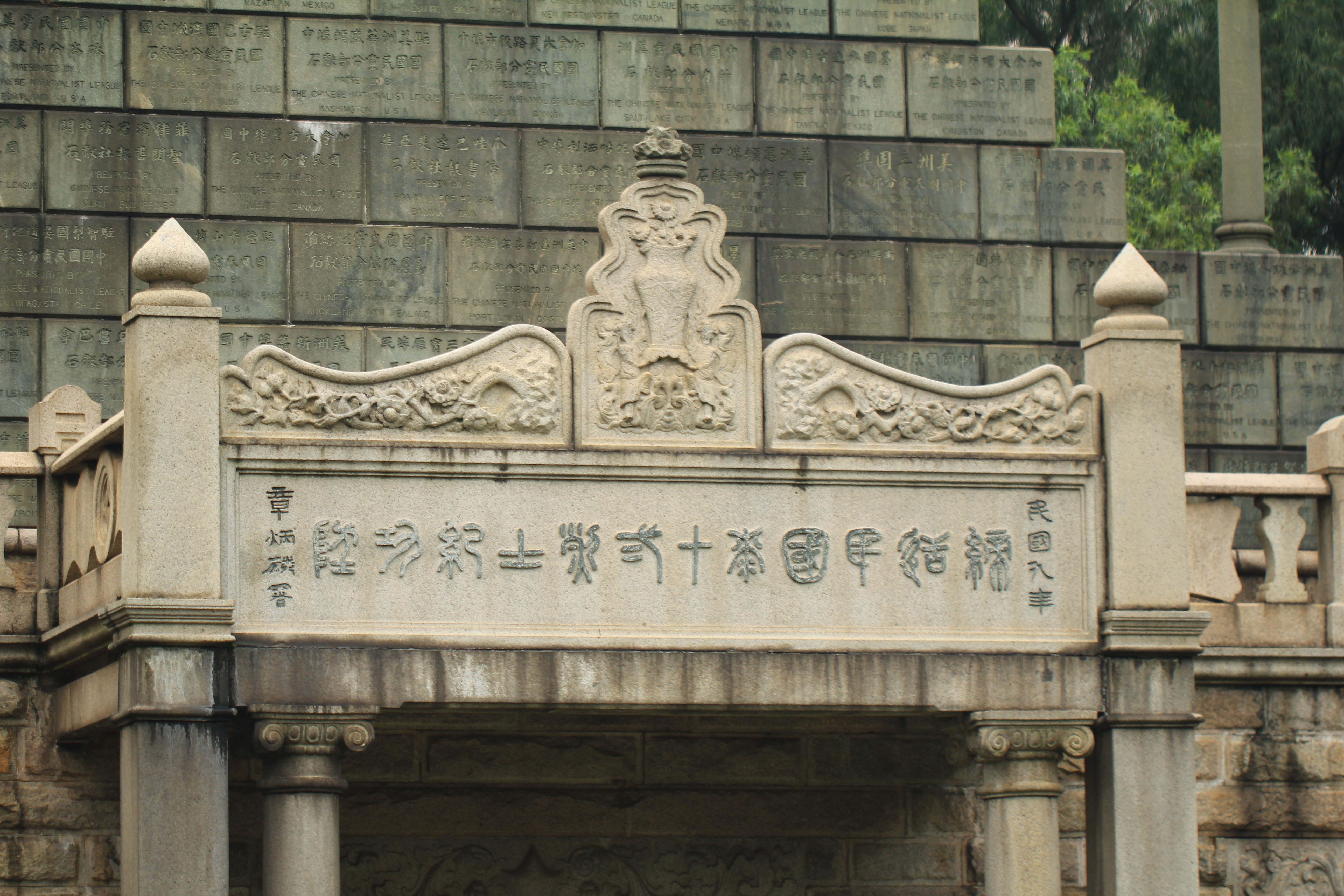
廣州黃花崗七十二烈士墓內的「締結民國七十二烈士紀功坊」，由章炳麟書。

- 俞曲園因太炎提倡排滿革命，曾聲言“曲園無是弟子”，章曾就此撰有《謝本師》一文，收入《訄書重訂本》，又有《俞先生傳》，收入《太炎文錄》。但太炎治學，由小學入門，主張音韻文字相通，以此為基礎，結合西學，恢弘清代諸子學之門戶，其方法一本曲園師承，絕非自立門戶。
- 章太炎曾在晚清时与《新世纪》报吴稚晖等人争论汉字前途，反对在中国采用“万国新语”（世界语）。乃依漢字偏旁创造「紐文」「韻文」等記音符號，作为汉字初学的注音手段，以保存汉字。1914年，由其弟子錢玄同、許壽裳、周樹人促成教育部通过，作为中華民國國語的標音符号，即今日仍在台湾通用之注音符号前身。
- 章太炎一直不肯相信殷墟甲骨文真的是古文字，认为龟甲不可能在地下埋藏数千年而不朽烂。他在《国故论衡》中写了一篇《理惑论》，是专门抨击金文和甲骨文的。讲到龟甲文时，他说：“近有掊得龟甲者，文如鸟虫，又与彝器小异。其人盖欺世豫贾之徒。国土可鬻，何有文字？而一二贤者信以为真，斯亦通人之蔽。……夫骸骨入土，未有千年不坏，积岁少久，故当化为灰尘。……龟甲何灵而能长久若是哉！”著名甲骨学家董作宾在其遗著《甲骨学六十年》中亦曾论及此事，说“章氏小学功深，奉《说文》为金科玉律。不容以钟鼎甲骨，订正《说文》之讹误”。
- 章太炎精通醫學，著有《霍亂論》、《章太炎醫論》（原名《猝病新論》）。曾有人问章太炎：“先生的学问是经学第一，还是史学第一？”他答道：“实不相瞒，我是医学第一。”
- 章太炎早年在日本主编《民报》时，曾主张社会主义，与片山潛等日本社会主义者过从甚密，并由此反思西方的进化论及现代文明，撰写了《俱分进化论》、《五无论》等著作。
- 1915年章太炎被袁世凱軟禁期間，被迫寫“劝进书”，书云：“某忆元年四月八日之誓词，言犹在耳。公今忽萌野心，妄僭天位，非惟民国之叛逆，亦且清室之罪人。某困处京师，生不如死！但冀公见我书，予以极刑，较当日死于满清恶官僚之手，尤有荣耀！”口中猶罵聲不絕，以粗話辱袁。据说，袁極為生氣，又自嘲说：“彼一疯子，我何必与之认真也！”[33]時称章太炎为“民国之祢衡”。
- 太炎有一致胡適之的白話文書信，抬頭刻意寫曰：「適之你看」，蓋直譯舊時信函「某某大鑑」之體也。
- 受劉歆《七略》的影響，以《國故論衡》中《原學》等篇為代表，章太炎主張「九流皆出王官」說，而後來胡適著《諸子不出於王官論》，提出相反的意見。[34]
- 章太炎也是最早刊登征婚启事的名人之一，有人问他择偶的条件，他說：“人之娶妻当饭喫，我之娶妻当药用。两湖人甚佳，安徽人次之，最不适合者为北方女子，广东女子言语不通，如外国人，那是最不敢当的。”后经过蔡元培做媒人，与汤国梨女士结为夫妇，婚禮當天，皮鞋左右颠倒，一時大窘。[35]
- 章太炎素惡伍廷芳，伍離世後，其子伍朝樞過上海，特地拜謁過章太炎，章對伍廷芳有多番譏諷，譬如將其比作春秋時狼狽逃難過昭關的伍子胥。而對話不歡而散後，章次日又遣人給伍朝樞送上輓廷芳之聯：「一夜變鬚眉，難得東皋公定計；片時留骨殖，不用西門慶花錢。」[36]
- 章太炎逝世的時候，只願以五色旗覆蓋棺木，不承認青天白日满地紅旗。
- 章太炎逝世后，因抗日战争爆发，暂厝于苏州锦帆路寓所水池中。中华人民共和国成立后，浙江省人民政府按其遗愿，葬于杭州西湖南屏山南明遗臣张苍水墓旁。“文革”初期遭暴尸，后又重新安葬。汤国梨卒后，亦一并安葬于此。今设有章太炎纪念馆。
- 文化大革命後期的「評法批儒」運動中，章太炎被當作法家體系在晚清的代表而得到發掘，當時上海人民出版社組織並「解放」了一批學者，編輯了若干章太炎詩文、著作的選本和注釋本。這一系列工作，雖然受到政治風潮的影響，但也在一定程度上奠定了1980年代以後編校《章太炎全集》和重建章學研究的人員基礎。

## 弟子
- 東京時期：錢玄同、許壽裳、朱希祖、黃侃、汪東、沈兼士、马裕藻、龔寶銓、陳寅恪、周樹人、周作人、胡以魯、易培基、陶煥卿、钱家治、朱宗莱、余雲岫等
- 北京時期：吴承仕等
- 上海时期：马宗霍
- 蘇州時期：龐俊、沈延國、徐復、朱季海、王仲荦等

## 家庭
1892年，23岁的青年章太炎，奉父母之命，娶妻王氏，育有三女。1903年，王氏病故。
1912年，特立独行的章太炎在在40多岁的时候，在北京、上海的各大报章公开刊登征婚启事，择偶条件是“人之娶妻当饭吃，我之娶妻当药用。两湖人甚佳，安徽人次之，最不适合者为北方女子，广东女子言语不通，如外国人，那是最不敢当的。”
后经过蔡元培介绍，1913年，44岁的章太炎与时年30岁的浙江人汤国梨在上海哈同花园结为夫妇。婚礼当天，章太炎过于兴奋，把皮鞋都左右穿反。
章太炎夫妇育有二子。
- 长子章导（1917年—1990年，母汤国梨），经前国务总理李根源介绍，曾娶苏州尚书第彭氏长女彭雪亞为妻，后离异。共成婚二次，婚生子女五人，非婚生子女三人。
  - 章念祖
    - 儿子五十余岁，刚结婚未有子女[1]

  - 章念辉（女）
  - 章念驰，现为上海社会科学院研究员。
    - 女儿[1]

  - 章念靖（女）
  - 章念翔
    - 女儿[1]
- 次子章奇（1924年—2015年[1]，母汤国梨），单身无子女

章太炎共育有四個女兒，都是古字命名。三個女兒到了適婚年齡，都沒人提親，因為想提親的人不懂讀她們的名字，不敢提親。章太炎得悉此事後，在宴會中「無意間」說出她們名字的唸法，三個女兒的婚事才不至於因為「不會唸名字」而耽誤。
- 長女，章㸚（止也。系也。「㸚」，中古擬音：leh，切，音同「戾」[41]，1893年—1915年，母王氏），字蘊來[42]，丈夫龚宝铨，无子女。1915年9月，自缢死，章太炎为女兒写了一篇《亡女事略》[42]。
- 二女，章叕（聮也。「叕」，中古擬音：tryet，切，音同「輟」[43]，1897年—1992年，母王氏），随章太炎长兄章籛生活[38][44]
- 三女，章㠭（展古字[45]，1899年—1973年，母王氏），丈夫朱铎民（镜宙），一女
- 四女，章㗊（衆口也。「㗊」，中古擬音：crip，切，音同「仄」。《字彙補》又說是“雷”古字。[46]）。

## 著作

### 丛书、全集类
- 《章氏丛书》，1915年右文社铅印本，1919年浙江图书馆木刻本，1924年上海古书流通处木刻本。
- 《章氏丛书续编》，北平1933年。
- 《章氏丛书三编》，1939年章氏国学讲习会铅印本。
- 《章太炎全集》1－8集（尚未出完），上海人民出版社，1980－94年点校本。

### 尚未收入丛书、全集类
- 《国学讲习会略说》，1906年东京秀光社。
- 《国故论衡》，1910年东京秀光社本，丛书增订本。陈平原点校本，朱维铮点校本（《全集》第9集，对照本）。
- 《国学概论》，曹聚仁笔记本（又有张冥飞本，劣）。1922年泰东图书馆排印本。
- 《菿汉三言》，虞雲国校點，辽宁教育出版社。
- 《国学略说》，小马校點，上海文化出版社。
- 《章炳麟论学集》，北京师范大学出版社，1982年
- 《章太炎书信集》，马勇编。
- 《章太炎的白话文》，1921年泰东图书馆排印本。
- 《章太炎政论选集》，汤志钧编于1961年，中华书局，1977年点校本。
- 《章太炎說文解字授課筆記》，朱希祖、錢玄同、周樹人筆記，王寧整理抄錄，影印謄鈔本，中華書局，2008年11月。
- 《章太炎演講集》，章念馳編訂，上海人民出版社，2011年。

### 年谱及学術自述
- 《太炎先生自定年谱》，1928年撰（同治七年至民国十一年），手稿本，章氏国学讲习会删改排印本。1986年上海书店影印本。
- 《章太炎年谱长编》，汤志钧编，中华书局，1979年。
- 《章太炎年谱摭遗》，谢樱宁编，中国社会科学出版社，1987年。
- 《章太炎学術年谱》，姚奠中、董国炎编，山西古籍出版社，1993年。
- 学術自述：《自述学術次第》，1913年；《菿汉微言》末条，1915年；诸祖耿《记本师章公自述治学之功夫及志向》，1933年。

### 章太炎著作的注疏
- 《国故论衡疏证》，庞俊注，1940年华西大学铅印本。仅含中、下卷；郭誠永補注上卷，北京中華書局2008年全排印本。
- 《齐物论释注》，缪篆注，油印本。未见。
- 《齐物论释训注》，荒木见悟注，九州大学文学部哲学研究会《哲学年报》29-31。未见。
- 《章太炎选集》（注释本），朱维铮、姜义华注，上海人民出版社，1981年。
- 《訄書详注》，徐復注，上海古籍出版社，2000年。注名物。
- 《文学总略注》，程千帆《文论十笺》，朱东润《中国历代文论选》。

### 译作
- 英国赫伯特·斯宾塞著，曾广铨、章太炎译《斯宾塞尔文集》，上海《昌言报》第1至7本，1898年。
- 日本岸本能武太著、章太炎译《社会学》，上海广智书局，1902年铅印本。

## 主笔刊物
《时务报》、《昌言报》、《经世报》、《实学报》、《译书公会报》、《亚东时报》、《台湾日日新报》、《民报》、《国粹学报》、《教育今语杂志》、《大共和日报》、《华国》、《制言》等

## 評價
當時的北京大學，有名的教授，大多出之於章太炎的門下，如：黃侃、朱希祖、錢玄同、周樹人（魯迅）、沈兼士等。章太炎為人戲謔，以太平天国為例，封黃侃為天王，汪東為東王，朱希祖為西王，錢玄同為南王，吳承仕為北王。當年二十七歲的胡適獨樹一幟，在大師環伺的北京大學，教起《中國哲學史》，其講義《中國哲學史大綱》頗多沿襲章太炎在《國故論衡》下卷「諸子學」諸篇的觀點。胡適實為章太炎中年以前學術衣鉢的繼承者。但此時章太炎本人的學術已經有所轉向，故對胡適的中國哲學史研究不甚滿意（參見章太炎《與柳詒徵書》）。胡適則在《五十年來中國之文學》（1922）中說：“章炳麟的古文學是五十年來的第一作家，這是無可疑的。但他的成績只夠替古文學做一個很光榮的下場，仍舊不能救古文學的必死之症，仍舊不能做到那‘取千年朽蠹之餘，反之正則’的盛業。”
梁啟超《清代學術概論》（1922）稱章太炎為清學正統派的「殿軍」。
鲁迅在1936年臨終時回憶其師章太炎：“考其生平，以大勋章作扇坠，临总统府之门，大诟袁世凯包藏祸心者，并世无第二人；七被追捕，三入牢狱，而革命之志终不屈挠者，并世亦无第二人。这才是先哲的精神，后生的楷模。”

## 纪念
- 太炎文学院
- 章太炎故居，位于今杭州市余杭区仓前街道章太炎出生地
- 章太炎旧居，位于苏州市锦帆路，章太炎逝世地